# الحدادة (أولاد بغاينة)
الحدادة هو دُوَّار يقع بجماعة عين عائشة، إقليم تاونات، جهة فاس مكناس في المملكة المغربية. ينتمي الدوّار لمشيخة أولاد بغاينة التي تضم 34 دوار. يقدر عدد سكانه بـ 251 نسمة حسب الإحصاء الرسمي للسكان والسكنى لسنة 2004.

## روابط خارجية
- البوابة الوطنية للجماعات الترابية
- المندوبية السامية للتخطيط